# Zračna luka Bruxelles
Zračna luka Bruxelles( IATA: BRU, ICAO: EBBR) (također zvan Brussel Nationaal/Bruxelles-National) međunarodna je zračna luka 11 km sjevoroistočno od središta belgijskog glavnog grada Bruxelles. Zračna luka nalazi se dijelom na području općine Zaventem, a dijelom na području općine Machelen.
Zračnom lukom upravlja The Brussels Airport Company N.V./S.A., koja se nalazi u suvlasništvu australske grupe MAp Airports (75%) te belgijske države (25%).

## Vanjske poveznice
- www.brusselsairport.be